# جوسيف ماير
جوسيف ماير (بالألمانية: Josef Meyer )‏ (و. 1936 – 2012 م) هو سياسي، من ألمانيا، ولد في تويسترينغن، كان عضوًا في الاتحاد الديمقراطي المسيحي، توفي عن عمر يناهز 76 عاماً.

## مناصب
تولى منصب عضو مجلس الشورى الموحد من ولاية سكسونيا السفلى، وLandrat.